# Mitraillage au sol
Le mitraillage au sol (anglais : strafing) est l'action d'un avion de chasse d'attaquer une cible au sol à faible altitude avec ses mitrailleuses ou ses canons et aussi, par extension, avec de petites bombes.
Particulièrement répandu lors de la Première Guerre mondiale, l'arrivée de missiles air-sol évolués et des bombardiers tirant d'une altitude plus haute en a limité l'usage. Depuis la Seconde Guerre mondiale, cette action est généralement réalisée par un type d'avion spécifique : l'avion d'attaque au sol.
Cette manœuvre peut causer des pertes civiles, quand des civils non combattants en sont victimes. Un exemple célèbre de mitraillage au sol s'est produit durant le massacre de No Gun Ri, au début de la guerre de Corée en 1950. 